# 日本プロロジスリート投資法人
日本プロロジスリート投資法人（にほんプロロジスリートとうしほうじん）は、東京都千代田区に本部を置く投資法人。東証上場（J-REIT）。

## 概要
プロロジスがスポンサーの物流施設特化型REITであり、資産運用会社は「プロロジス・リート・マネジメント株式会社」である。
プロロジスが開発した「プロロジスパーク」ブランドのＡクラス物流施設（先進的物流施設）に重点投資している。投資対象エリアは、関東エリアと関西エリアを「グローバル・マーケット」として70%以上、東北エリア、中部エリア及び九州エリアを「リージョナル・マーケット」として30%以下としている。
2005年上場の日本ロジスティクスファンド投資法人に続き、2012年にGLP投資法人が物流リートとして上場した。その後、日本プロロジスリート投資法人が上場し、物流リートの上場が相次ぐことになる。
物流施設の開発・運営等の大手であるGLPの日本法人である日本GLP株式会社をスポンサーとする物流施設特化型J-REITのGLP投資法人と並び、物流リートとして最大級の資産規模・時価総額を誇る。

## 沿革
- 2012年11月7日 - 本投資法人の設立
- 2012年11月28日 - 投信法第187条に基づく登録（登録番号　関東財務局長　第79号）
- 2013年2月14日 - 東京証券取引所に上場

## ポートフォリオ
2021年5月（第17期）時点で、保有物件数52物件、取得価格合計7,583億円である。
保有物件
- プロロジスパーク岩沼1

2020年4月30日に火災が発生し、延床面積4万㎡の建屋が全焼した。入居していたテナントは、日本アクセス、F-LINE、プラス（ジョインテックス、オペレーションは日本通運）である。建物滅失や建物解体費用等の特別損失は48.7億円の一方、火災保険金収入や利益保険金収入の特別利益は47.2億円のため影響は限定的で、2022年4月竣工予定により再開発を実施している。